# 嫁恐竜
嫁恐竜（よめきょうりゅう）は、吉本興業福岡支社所属のお笑いコンビ。2009年6月結成。2011年4月より、宮崎県住みます芸人として、宮崎県内を中心に活動している。旧コンビ名、ちきんなんばん。

## メンバー
佐藤利洋（さとう としひろ、1984年10月3日 - )
- 立ち位置は向かって左。
- 身長は165センチ、体重は50キロ、血液型はAB型。
- 鵬翔高等学校卒業[2]、大学中退[3]。
- 趣味と特技は、サウナ。
- 東京NSC11期生。

戸波雄輔（となみ ゆうすけ、1984年11月17日 - ）
- 立ち位置は向かって右。
- 髪の毛を緑色に染めている。
- 身長は176.5センチ、体重は65キロ、血液型はO型。
- 宮崎県立宮崎農業高等学校、学校法人宮崎総合学院宮崎福祉医療カレッジ卒業[4]。
- 趣味は、ミニ四駆、キャンプ。特技は切り絵と焚火。
- 保育士資格を持つ。下術するが、芸人になる前は保育士をしていた。
- 愛称はとなみー

## 来歴
ともに宮崎県宮崎市大塚町出身で小学1年生からの幼馴染。佐藤はもともと吉本興業東京本社で芸人をしていたが24歳のときに一度諦めて退社し、公務員を目指して帰郷した。しかし試験に全部落ちたため、当時保育士をしていた戸波に声をかけてコンビを結成し、2009年に福岡吉本に入りデビュー。住みます芸人就任当初は、県内で人力車を引きながらガイド活動を行っていた。2012年から宮崎ケーブルテレビ「てげテレ」にレギュラー出演。現在の活動としては、「祭り大塚PR親善大使」、「大塚地域親善大使」も、務めている。2018年に、山本圭壱（極楽とんぼ）のラジオ番組で「ちきんなんばん」から「嫁恐竜」に改名。
コンビでの活動もあるが、個人での活動もある。戸波は、MRT宮崎放送が放送を行っているローカル番組「つづくさんのどようだよ (^^)」や、宮崎ケーブルテレビの「OUTDOOR CAMPING PROGRAM シェラカップは基本です」に濱田詩朗と共にレギュラー出演している。番組内では、「となみー」と表記されている。現在コンビでは宮崎サンシャインエフエムで「嫁恐竜の花金ラジオ」パーソナリティを担当しているほか、YouTubeチャンネル「嫁恐竜のチャンネル」を開き、宮崎県の観光名所を巡ったり、ジムニーなどの車修理などを投稿している。ジムニーの動画は、再生回数が25万回を超えている。

## 出演
- 「こちら祇園二丁目濱田製作所」（宮崎ケーブルテレビ）
- 「OUTDOOR CAMPING PROGRAMシェラカップは基本です」（宮崎ケーブルテレビ）